# Bairro (Vila Nova de Famalicão)
Bairro ist eine Gemeinde im Norden Portugals.
Bairro gehört zum Kreis Vila Nova de Famalicão im Distrikt Braga, besitzt eine Fläche von 3,4 km² und hat 3196 Einwohner (Stand 19. April 2021).